# پل معراج
پل معراج (انگلیسی: Paul Merage؛ زادهٔ ۱۹۴۳ تهران) کارآفرین، اهالی کسب‌وکار، نیکوکار و سرمایه‌دار ایرانی آمریکایی است، که در سال ۱۹۷۰ شرکت شف امریکا و در سال ۱۹۸۳ شرکت هات پاکتس را تأسیس کرد. دارایی معراج در سال ۲۰۱۵ بالغ بر ۱٫۸ میلیارد دلار برآورد گردید. وی به‌عنوان بنیانگذار خانواده معراج شناخته می‌شود.